# Stanisław Smolka
Stanisław Smolka (Lemberg, 1854. június 29. – Nowołuczki, 1924. augusztus 27.) lengyel történetíró, Franciszek Jan Smolka fia.

## Pályája
1883-ban a krakkói egyetemen a történelem tanára, 1890-ben a krakkói tudományos akadémia főtitkára lett. Magyar vonatkozású történeti dolgozataiért 1892-ben a Magyar Tudományos Akadémia kültagjává választotta. Egy történeti dolgozata magyar nyelven a Századok 1883. évfolyamában jelent meg Fekete Ivánról.
A Rakowicki temetőben nyugszik.

## Nevezetesebb művei
- Henryk Brodaty (Lemberg, 1872)
- Polnische Annalen bis zum Anfange des XIV. Jahrhunderts (uo. 1873)
- Poczatki feudalizmus (uo. 1874)
- Archiwa w W. Ks. Poznańskiem i w Prusiech (Krakkó, 1875)
- Ferdinand des I. Bemühungen um die Krone von Ungarn (Bécs, 1878)
- Mieszko Stary i jego wiek (Krakkó, 1881)
- Szkice historyczne, Serya I. (uo. 1882)
- Testament Bolesjelawa Krzywoustego (uo. 1880)
- Tradycya Kazimierzu Mnichu (uo. 1877)
- Urýcz, wycieczka w góry styryjskie (uo. 1878)
- Uwagi o pierwotnym ustroju spojelecznym Polski Piastowskiéj (uo. 1880)
- Kto zalojelyt kapitujeljel Krakowska ? (uo. 1880)
- Wycieczka do Wjelgier (Lemberg, 1882)
- Wstjelpny wykjelad przy objjelciu katedry historyi polskiej (Krakkó, 1883)
- Rok 1386 (uo. 1886)